# Otto Mallaun
Otto Mallaun (* 17. Juni 1874 in Bregenz; † 21. Juni 1957 ebenda) war ein österreichischer Baumeister und Segler. Er lebte und arbeitete in Bregenz.

## Gebäude (Auswahl)

### Bregenz

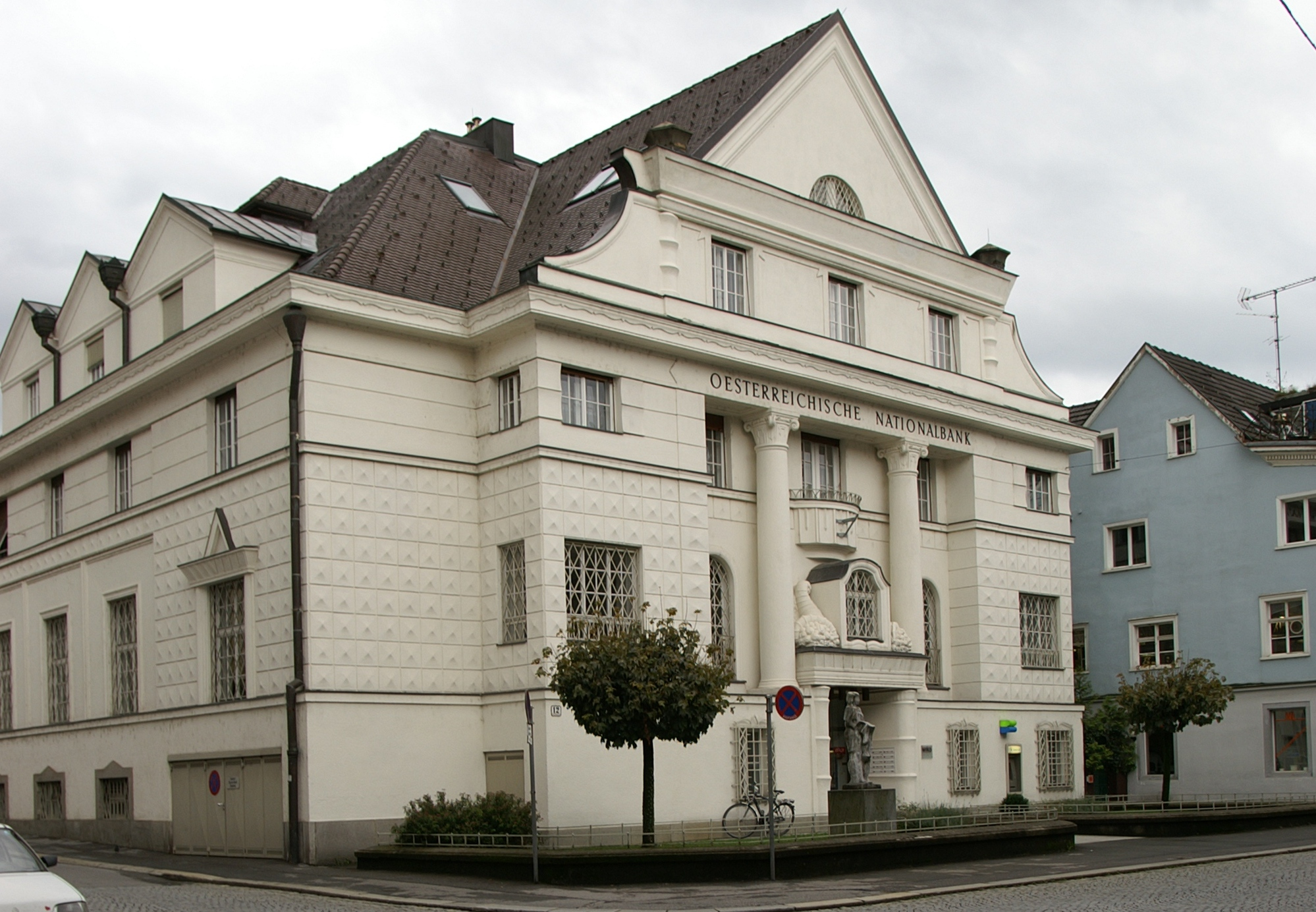
Österreichische Nationalbank, Bregenz

Nationalbank (1925), Bregenz
Der Bau dieses neoklassizistischen Repräsentationsbaus mit expressionistischen Details wurde 1925 von Otto Mallaun zusammen mit den beiden Architekten Ferdinand Glaser und Rudolf Eisler ausgeführt.
Benger-Areal, Bregenz
Das Werksgebäude mit eigenem Verwaltungstrakt wurde 1892 vom Architekturbüro Wittmann & Stahl aus Stuttgart geplant und parallel der Webereitrakt vom Bregenzer Architekten Otto Mallaun.
Diese Wirkwarenproduktionsstätte ist eine Eisenkonstruktion mit Klinkerfassade, Kreuzgiebel, Turm und Erker – also zahlreiche neugotische Details. Daher auch der Name „Industrieschloss“.
Sporthaus „Kaiserlich-königlicher Union Yachtclub Bodensee“ (1906), Bregenz
Heute beherbergt dieses Gebäude am Bregenzer im Heimatstil mit Steilgiebel, Fachwerk und Türmchen in den Bregenzer Seeanlagen am Gondelhafen eine Gaststätte – das „Wirtshaus am See“.
Rathaus, Bregenz
Der Sitzungssaal wurde von Otto Mallaun geplant und die Ausführung erfolgte 1908/09 durch Josef Gaudl.
Löwenapotheke (1913), Bregenz
Dieses Jugendstil-Gebäude in der Rathausstraße 15 wurde 1913 nach Plänen von Otto Mallaun errichtet.

### Feldkirch
Hämmerlesiedlung (1906), Feldkirch

### Dornbirn

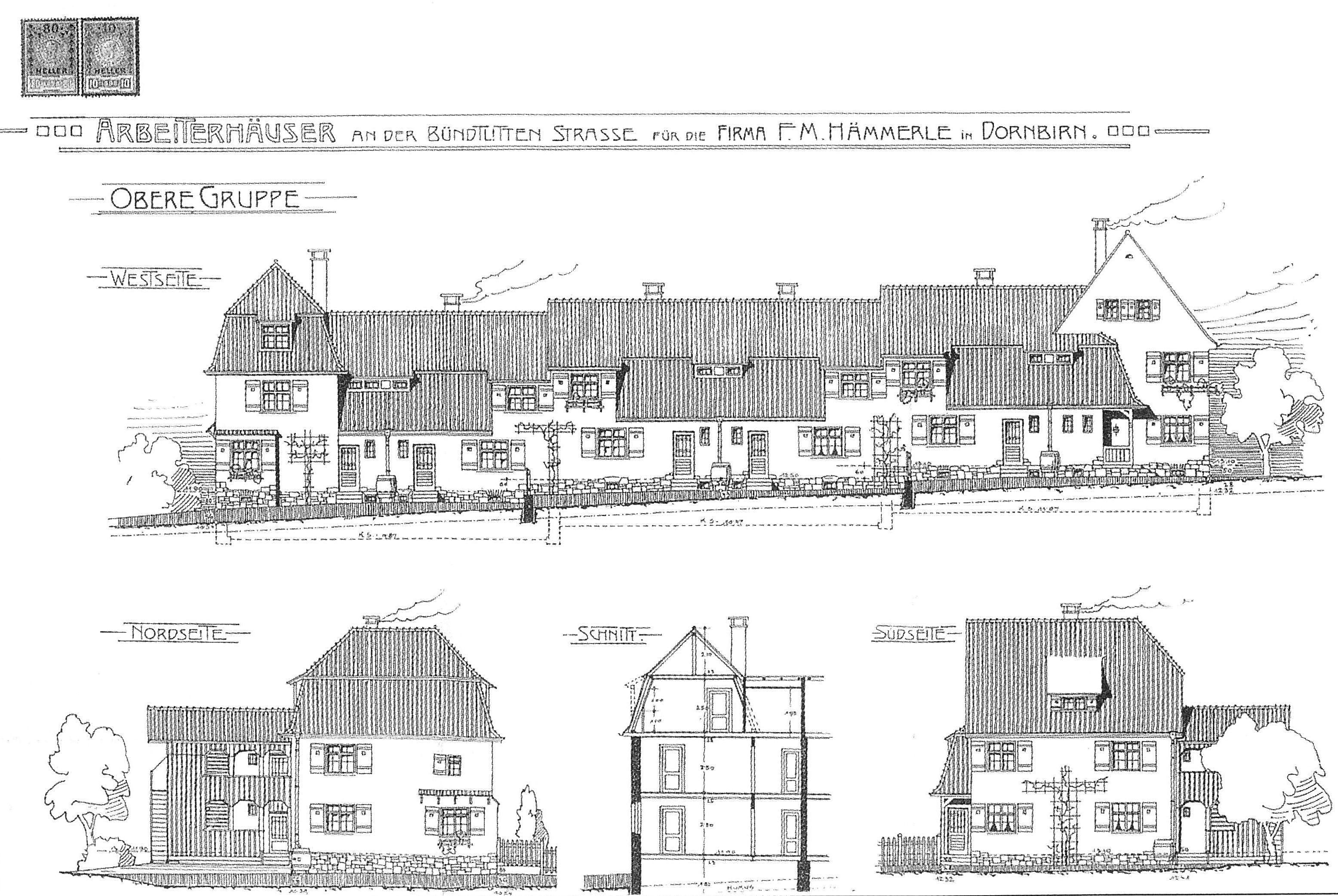
Arbeiterhäuser-Siedlung (Plan)

Arbeitersiedlung Bündtlittenstrasse (1907), Dornbirn
Die Arbeitersiedlung zur Textilfirma F.M. Hämmerle wurde nach Plänen des Architekten Otto Mallaun in der Bündtlittenstraße erstellt. Sie weist in ästhetischer als auch sozialökonomischer Hinsicht für die Zeit überaus fortschrittliche Wohnungsgrundrisse auf und die äußere Form erinnert an englische Vorbilder.
Zwei geschlossene Hausreihen, ein- und zweigeschossig mit gestaffelten Firstlinien, Mansard und Satteldächern, das unterste Haus jeweils turmartig überhöht. Sie stellen ein Beispiel der Übernahme und lokalen Anwendung englischer Reihenhäuser dar, obwohl es sich dabei nicht um echte Reihenhäuser, sondern eigentlich um in Reihenhausform platzierte Miethäuser handelt.

### Kennelbach
Aussichtspavillon „Cosmus-Jenny-Ruhe“ (1909), Kennelbach

### Lochau
Kurheim Strandhotel (1910), Lochau
1910 wurde das von Otto Mallaun geplante Gebäude eröffnet und 1912 erfolgte eine Erweiterung durch den Architekten Willibald Braun. 1954 wurde das Gebäude durch das Bundesheer als „Rhombergkaserne“ übernommen.